# Euidotea halei
Euidotea halei är en kräftdjursart som beskrevs av Gary C.B. Poore och Lew Ton 1993. Euidotea halei ingår i släktet Euidotea och familjen tånglöss. Inga underarter finns listade i Catalogue of Life.